# ثورة الأسعار

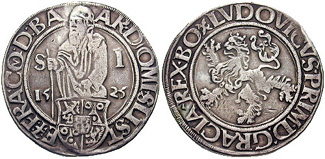

كانت ثورة السعر أو ما يسمى أحيانًا بثورة السعر الإسباني سلسة من الأحداث الاقتصادية التي حصلت بين النصف الثاني من القرن الخامس عشر والنصف الأول من القرن السابع عشر، وارتبطت على وجه الخصوص بمعدل التضخم المرتفع الذي حدث خلال تلك الفترة عبر أوروبا الغربية. ارتفعت الأسعار بمتوسط يناهز الستة أضعاف خلال 150 سنة. يصل مستوى التضخم هذا إلى 1-1.5% في العام الواحد، ويعتبر ذلك مستوى تضخم منخفض وفقًا لمعايير يومنا الحالي، لكنه عالٍ نسبيًا بالنظر إلى السياسة النقدية المستخدمة في القرن السادس عشر. وبشكل عام يُعتقد أن سبب هذا التضخم العالي هو التدفق الكبير للذهب والفضة من أسطول الكنز الإسباني من العالم الجديد، ويشمل ذلك المكسيك وبيرو وبقية الإمبراطورية الإسبانية. تدفق مال السلع في إسبانيا فزاد من الأسعار الإسبانية ومن ثم انتشر عبر العالم الغربي نتيجة لعجز ميزان المدفوعات الإسباني. سبب هذا الأمر تضخم العرض النقدي ومستويات السعر في العديد من البلدان الأوروبية. وبالإضافة لهذا التدفق من الذهب والفضة، دامت ثورة السعر بفضل نمو التعداد السكاني والتمدين. وفقًا لهذه النظرية، سعى عدد كبير من الناس الذين يتمتعون بفائض مالي نحو عدد قليل للغاية من البضائع.

## الخلفية
ينظر العديد من المؤرخين إلى أن نهاية عصر النهضة هي بداية ثورة السعر. اعتُبر عصر النهضة في الغالب بأنه فترة من السلام لسكان أوروبا الغربية، وكان فترة تمتعت فيها أوروبا بتوازن في سعر السلع والعمالة. اعتُبرت أيضًا أنها فترة تتسم بتركيز عالٍ من الثروة في أيدي القلة (كان الطاعون قد أباد نحو ثلث السكان في القرن السابق). وبالإضافة إلى ذلك، شهدت أوروبا تطورًا تكنولوجيًا في صناعة التعدين، وتدفق النقد من خلال الحط من قيمة العملة من قبل العائلة المالكة وظهور البروتستانتية. خف نقص المعادن الثمينة في أواخر القرن الخامس عشر وأوائل القرن السادس عشر في النصف الثاني من القرن السادس عشر.
استخرج الإسبان الذهب والفضة الأميركيين بتكاليف دُنيا وأغرقوا السوق الأوروبي بكميات وافرة من القطع النقدية. سبّب هذا التدفق انخفاضًا نسبيًا في قيمة هذه المعادن مقارنة بالمنتجات الزراعية والحرفية. وبالإضافة إلى ذلك، نجم عن انخفاض التعداد السكاني خصوصًا في جنوب إسبانيا معدل تضخم مرتفع. أدى فشل الإسبان في ضبط تدفق الذهب وحالات تأرجح سعر الذهب والفضة من المناجم الأميركية بالإضافة إلى نفقات الحرب إلى ثلاث حالات إفلاس في الحكومة الملكية الإسبانية بحلول نهاية القرن السادس عشر. وفي القرن السادس عشر، زادت الأسعار بثبات في أرجاء أوروبا الغربية، وبحلول نهاية القرن، وصلت الأسعار إلى مستويات أعلى بثلاث أو أربع مرات مما كانت عليه في البداية. تراوح معدل التضخم السنوي بين 1% إلى 1.5%. وبما أن النظام النقدي في القرن السادس عشر كان مرتكزًا على القطع النقدية (في الغالب فضة)، كان معدل الارتفاع هذا بارزًا. كان للمنظمة النقدية المتمركزة على القطع النقدية خاصية تثبيت مستوى الأسعار الخاصة بها: أدى ارتفاع أسعار السلع إلى هبوط في القوة الشرائية للمعادن النقدية وبالتالي حافز أقل لاستخراجها وحافز أكبر لاستخدامها لأغراض غير نقدية. أدى هذا التعديل الاستقراري للعرض النقدي إلى استقرار طويل الأمد في مستويات السعر بغض النظر عن التحولات الدائمة في الطلب على النقود مع مرور الوقت. ولذلك، يمكن تفسير التضخم طويل الأمد إما بانخفاض قيمة العملات أو بالتحولات في عرض هذه القطع النقدية. أدى ارتفاع إنتاجية التعدين في بيرو إلى انخفاض سعر المعادن بالنسبة للأسعار المرتفعة للسلع الأخرى في أوروبا. تُعالج هذه العملية فقط إذا كانت القوة الشرائية للمعدن مساوية لتكاليف الإنتاج.

## الأسباب

### تدفق الذهب والفضة
من وجهة نظر اقتصادية، ترسخت ثورة السعر بفضل اكتشاف مخازن جديدة من الذهب والفضة بالإضافة إلى زيادة الإنتاجية في صناعة تعدين الفضة. عندما دخلت المعادن الثمينة إسبانيا، رفع هذا التدفق مستوى السعر الإسباني وسبب عجزًا في توازن المدفوعات. حصل هذا العجز لأن الطلب الإسباني على المنتجات الأجنبية قد تخطى الصادرات إلى الأسواق الأجنبية. تم تمويل هذا العجز من خلال المعادن التي دخلت هذه البلدان الأجنبية، والتي سببت بدورها زيادة في العرض النقدي ورفعت مستويات أسعارها.
بدأ استيراد القطع النقدية المتزايد إلى إسبانيا في أوروبا الوسطى نحو بداية القرن السادس عشر. وفقًا لمايكل نورث (1994)، تضاعف منتوج الفضة لأوروبا الوسطى بين عام 1470 وعام 1520، وزاد بشكل أكبر في عشرينيات القرن السادس عشر مع منجم جواكيمستال الجديد. وخلال هذه الفترة أيضًا، جلب البرتغاليون والإسبان كميات كبيرة من الذهب إلى العالم الجديد إلى أوروبا. وبداية من أربعينيات القرن السادس عشر، شُحنت كمية متزايدة من الفضة إلى أوروبا، من المكسيك وجبل بوتوسي في بيرو. زاد إنتاج منجم بوتوسي بشكل كبير في ستينيات القرن السادس عشر بعد اكتشاف مخازن الزئبق في جبال الأنديز، وذلك لأن الزئبق كان ضروريًا لمعالجة الفضة. وبالاعتماد على سجلات إيرل جي هاميلتون (1934)، وصل إجمالي واردات القطع النقدية من الأميركيتين خلال القرن التاسع عشر إلى نحو 210 مليون بيزو، تم استيراد 160 مليون بيزو منها في النصف الثاني من القرن السادس عشر. وصلت الكمية الكلية من الفضة المستوردة إلى 3,915 طن مكعب من الفضة. وعلى أي حال، تقدم هذه الأرقام تخمينًا أقل من الكمية الكلية المستوردة إلى إسبانيا لأن هاملتون حسبت فقط الواردات المسجلة من قبل كاسا دي كونتراك في سيفيل، ولا يشمل ذلك القطع النقدية المشحونة مباشرة إلى قادس من قبل الشركات الهولندية وشركة الهند الشرقية. يساعد تدفق هذه المعادن الثمينة والعرض النقدي الناتج في تفسير زيادة السعر في إسبانيا خلال القرن السادس عشر.

### إنتاج الفضة الأوروبي
تؤكد بعض التقارير على دور زيادة إنتاج الفضة ضمن أوروبا نفسها الذي حصل في نهاية القرن الخامس عشر وبداية القرن السادس عشر.

### النظرية الكمية للمال
يُفترض أن أول عالم ربط النظرية الكمية بين تدفق «الثروة» الأميركية وثورة السعر هو الفيلسوف الفرنسي جان بودين في رده عام 1568 على مقالة عام 1566 كتبها عضو المجلس الملكي جان دي ماليستروا. جادل ماليستروا بقوله إن العملات منخفضة الجودة كانت السبب الرئيس لتدفق السعر، ويتشابه ذلك مع التضخمات الدورية في القرنين الرابع عشر والخامس عشر. صرف بودين نظره عن هذا الجدال بحجة أن تدفق الفضة المتزايد من الأميركيتين الإسبانيتين كان السبب الرئيس لتضخم السعر. دافع بودين عن النظرية الكمية للمال وكان قادرًا على توضيح أن تضخم الأسعار في فرنسا قد كان بسبب التدفق الأميركي الإسباني أكثر بكثير من أي تغيير في انخفاض قيمة العملة. وجد إيرل هاميلتون، الداعم المعاصر لنظرية ثورة السعر، أنه لم يعبر أي كاتب إسباني عن آراءٍ مشابهة لآراء جان بودين، وذلك على الرغم من إجراء بحث دقيق في الرسائل والمقالات الإسبانية وغيرها من الوثائق. وعلى أي حال لم يكن هذا الأمر صحيحًا؛ فهناك منشور إسباني أقدم جاء في دراسة أقل شهرة في عام 1556 من قبل رجل الدين مارتن دي أزبيلكويتا عن مدرسة سالامنكا، ويُقدم فعليًا نفس الادعاء بشأن دور الفضة الإسبانية الأميركية في رفع الأسعار.